# 热克里
热克里是巴西米纳斯吉拉斯州的一个市镇。总面积547.817平方公里，总人口12965人，人口密度23.7人/平方公里。